# Charles Coward
Charles Coward, teljes nevén Charles Joseph Coward (London, Anglia, Egyesült Királyság, 1905. január 30. – London, 1976. december 21.) brit katona volt és a második világháború idején német hadifogságba került. Többször szökött meg, de mindegyik szökése után újra elfogták. Végül az auschwitzi táborkomplexumhoz tartozó brit hadifogolytáborba került, és a komplexum táboraiba deportált foglyok ellen elkövetett sok náci háborús bűn tanúja volt. Ezekről információkat közölt a külvilággal és segített, amennyire tudott deportált foglyokon.

## Életrajza
Charles Coward szerény társadalmi helyzetű családban született, londoni, Edmonton külvárosbeli cockney volt. Katona volt Indiában egy tüzérezredben és 1924-ben szerelt le őrmesterként. 1937-ben visszatért a seregbe. Amikor 1939 nyarán a Németországgal való háború fenyegetett, négy gyerekes családapa volt. A hadseregben ujoncokat képezett ki, és egységét Franciaországba tették át. Könnyebben megsérült és fogságba esett 1940. május 25-én Calais közelében, röviddel azután, hogy a németek megtámadták Franciaországot.

### Fogságban
Coward több tábor foglya volt és többször megszökött, de mindannyiszor újra elfogták. A legtöbb időt a lengyelországi Łambinowice (németül Lamsdorf) környékén levő Stalag VIII B nevű táborban töltötte. A hadifogolytáborok a Wehrmachthoz tartoztak, mely nagy vonalaiban betartotta a nyugati szövetségesek esetében a hadifoglyokra vonatkozó 1929-es genfi egyezményt, és a foglyok helyzete viszonylag jó volt, főleg miután 1941 tavasza kezdetével csomagokat kaptak a Vöröskereszt közvetítésével. Levelezhettek, sportolhattak, volt előadásaikra fenntartott barakkjuk, könyvtáruk. Az altisztek, akárcsak a tisztek nem voltak kötelesek dolgozni. Csak az egyezményben leírt kötelettségeiket kellett betartaniuk. Voltak szökési kísérletek, de rendszerint nem sikerültek. Az egyezménynek megfelelően csak fegyelmi büntetéssel voltak sújthatók, 30 napnál nem hosszabb elzárással a tábor fogdájában.

#### Auschwitzban

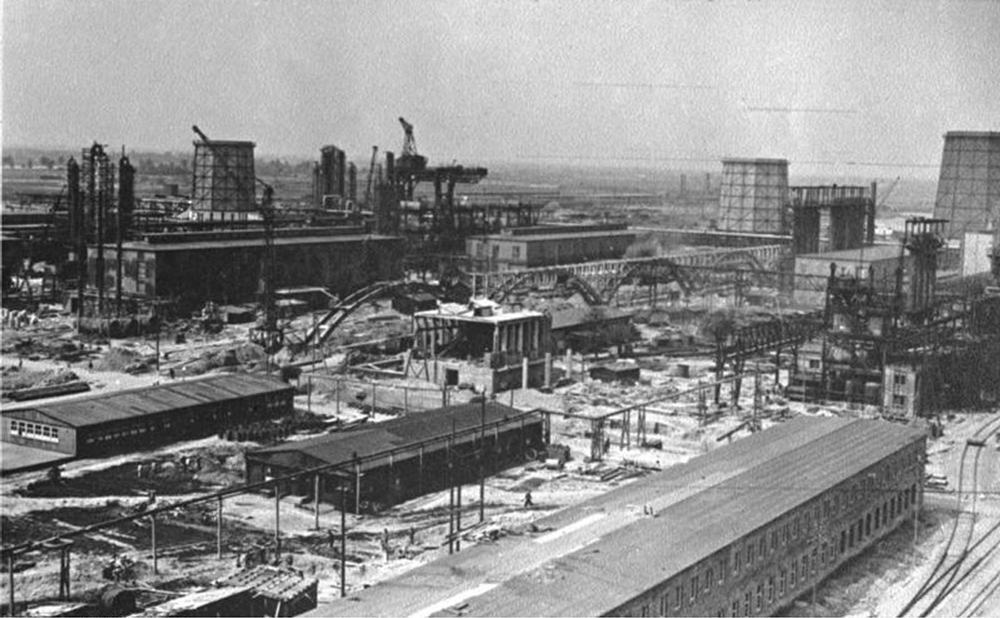
Az az épülőfélben levő gyár, ahol brit hadifoglyok is dolgoztak

1943 novemberében a lamsdorfi tábort kettéosztották. A Stalag VIII B nevet egy Cieszyn (németül Teschen) melletti tábor kapta. Ettől függött az E715-nek nevezett brit hadifoglyok munkatábora, amely az auschwitzi komplexumban volt. 1943 decemberében a fogoly Lowe őrnagy, a Stalag VIII B-ben a Vöröskereszt főmegbízottja kiválasztotta Cowardot, hogy az E715-ben legyen a Vöröskereszt megbízottja. Funkciójának elnevezése „bizalmi ember” is volt. Ő volt ott az egyedüli altiszt, a foglyok képviselője, szóvivőjük a tábort örző németekkel való viszonyban. Megvolt az a joga is, hogy egy német katona őrizetében a főtáborba és a környékbeli helységekbe menjen. Az E715 annak a teleknek a közelében volt, ahol az IG Farben cég gyárat építtetett. Ez a Buna elnevezésű szintetikus gumit volt hivatott termelni. A britek tábora ugyanakkor néhány száz méterre volt az Auschwitz III-Monowitz, más nevén a Buna/Monowitz koncentrációs tábortól, ahol a foglyok nagy többségét oda deportált zsidók tették ki. A britek a gyárban vagy annak közelében dolgoztak, például a villamos energia szállítására való rendszer kiépítésén. 1944 decemberében megközelítően 7000 Auschwitz III-beli fogoly, 13 000 külföldi munkás, 8000 német, 600 brit hadifogoly és néhány tucat olasz hadifogoly dolgozott.
Coward sok náci atrocitásnak volt tanúja Auschwitzban. Ötször-hatszor hetenként lövéseket hallott Auschwitz-III-ból. Látta az építkezésen dolgoztatott ottani foglyokat. Ezek fizikai állapota siralmas volt az elégtelen élelmezés miatt, télen is csak vékony csíkos rabruhájukat viselték, kimerítő munkát kellett végezniük. Kegyetlenül viselkedtek velük az SS-ek, a kápók és a német munkavezetők, akik odáig mentek, hogy agyonvertek dolgozni már nem bíró foglyokat. Látta deportáltak transzportjainak érkezését, holttestek kirakását a vagonokból, a munkaképesek elválasztását az öregektől és a gyermekes anyáktól. Megtudta, mint a többi brit is, hogy az utóbbiakat és a munkaképtelenné váltakat gázkamrákban ölték meg és elégették. Látták a krematóriumok füstjét és érezték annak jellegzetes bűzét. Azok a britek, akik ugyanazokon a helyeken dolgoztak, mint a deportáltak titokban kommunikáltak ezekkel, és tőlük tudták, mi megy végbe, de külföldi munkások, IG Farben-alkalmazottak, Oświęcim (németül Auschwitz) város lakosai, egy Cowardot kísérő katona, SS-ek is beszéltek a gázkamrákról és a krematóriumokról.
A brit foglyoknak sokkal jobb helyzetük volt, mint az összes többi kötelezően ott dolgozó embernek, de őket sem került el néhány atrocitás. Egyesek verést kaptak egy német altiszttől vagy IG Farben-alkalmazottaktól. Egy britet lelőtt egy altiszt, mert nem akart felmászni megfelelő felszerelés nélkül egy jég borította gerendára.
Coward információkat közölt, ahányszor alkalma volt rá arról, amit látott és megtudott, elsősorban a főmegbízottal. Levelekben is tette ezt, a brit hadsereggel való még fogsága előtt megbeszélt kód segítségével. Felesége címére írt, de William Orange névre, akit apjaként tüntetett fel, bár az már régebben meghalt. Felesége megértette, hogy valójában a War Office-nak, a brit Védelmi Minisztériumnak szóltak a levelek, és odavitte őket. Ezen a módon katonai jellegű adatokat is küldött, amit a háború után méltatott az MI9, a hadifoglyok segítésével foglalkozó brit titkosszolgálat. Svájcnak, az Egyesült Királyság háború alatti védő hatalmának a képviselői kétszer mentek az E715 táborba 1944 nyarán. Coward nekik is elmondta, milyen helyzetben vannak az Auschwitz III foglyai.
A brit foglyok úgy segítettek az Auschwitz III foglyain, ahogy tudtak: bátorítással, hírekkel a háború menetéről, élelemmel, cigarettával, ruhákkal. Üzeneteket is közvetítettek tőlük a külvilágba. Mindezt titokban tették, mert meg volt tiltva, és azt próbálva elkerülni, hogy ezért megbüntessék a megsegítetteket. Egyszer Coward tanúja volt egy brit és egy deportált között lezajlott jelenetnek, akik nem vették figyelembe ezt a kockázatot. A brit odadobott valamit az utóbbinak, az lehajolt érte, és egy felügyelő lelőtte. Coward engedélyt kért az IG Auschwitz vezetőségétől, hogy ruhákat juttathassanak el a deportáltaknak, de visszautasították. Brit foglyok néhány háború utáni elbeszéléséből kitűnt az is, hogy segítettek Auschwitz III-beli foglyoknak megszökni.
Coward különös tettéről számolt be az IG Farben nürnbergi pere számára írt tanúvallomásában. Egy zsidó fogoly arról szólt neki, hogy Auschwitz III-ban van egy brit zsidó hadihajó-orvos, és üzenetet hozott neki tőle, aki arra kérte, hogy közölje helyzetét rokonaival és a brit hatóságokkal. Coward személyesen akart beszélni az orvossal. Ezért cigarettákkal megvesztegetett egy kápót, hogy egy éjszakára ruházatot cserélhessen egy Auschwitz III-beli fogollyal. A munkaidő letelte után a deportáltakkal együtt bement a táborukba. Barakkjukban töltötte az éjszakát és látta milyen embertelen körülmények között tartották őket, és milyen élelmet kaptak. Az építkezésen meghaltakat is bevittek magukkal, és a létszámellenőrzésen úgy tartották őket, hogy élőknek nézzenek ki azért, hogy megkaphassák az ő adagjaikat is. Nem talált rá az orvosra és reggel kiment a táborból a többiekkel. Két volt brit fogoly igazolta, hogy hallott Coward tettéről. Az orvost a háború után Karel Sperberrel azonosították, aki Csehszlovákiából menekült el Angliába és orvos volt egy németek által elsüllyesztett hajón. Előbb hadifogoly volt, majd zsidóként Auschwitz III-ba vitték, ahol a tábor kórházában volt orvos. Nem tudta meg Coward tettét.
1944 nyarán a briteket átköltöztették még közelebb az épülő gyárhoz és Auschwitz III-hoz. Az építkezésre vezető útjuk ez mellett haladt el, és tudták, mi folyik ott: láttak felakasztott foglyokat, lövéseket és kiáltásokat hallottak.
1944. augusztus 20-án az amerikaiak először bombázták az auschwitzi komplexum területét. A gyárat akarták lerombolni, de a britek táborát találták el, ahol nem volt megfelelő óvóhely. Coward megmenekült, de 39 fogoly életét vesztette.
1944 decemberében kezdődött el Coward fogságának legnehezebb időszaka. A Vöröskereszt csomagjai már nem jutottak el a foglyokhoz, és csak a németek adta kevés élelemre kellett szorítkozniuk. Abban a hónapban Cowardot Teschenbe küldték, ahol már nem volt meg az előző funkciója. A Vöröshadsereg közeledése miatt a tábort 1945 januárjában kiürítették és a foglyokat gyalog nyugat felé hajtották. Coward csoportja csaknem három hónapon át menetelt, az éhségtől és a hidegtől szenvedve, amíg Hannoverbe jutott. Ott ért véget Coward fogsága, amikor a várost amerikai csapatok foglalták el. 1945. április 14-én tért haza.

### A háború után
Cowardot a vád tanújaként idézték be az IG Farben elleni perben. Vallomást írt 1947. július 24-én Londonban és az ügyész és a védőügyvédek kérdéseire válaszolt november 13-án a bíróságon, beszámolva az Auschwitzban tapasztalt és megtudott náci bűnökről.
1950-ben Norbert Wollheim, Auschwitz III-Monowitz volt foglya pert indított Frankfurt am Mainban az IG Farben ellen azért a kényszermunkáért, amit ott kellett végeznie, és pénzbeli kártalanítást kért. Coward mellette tanúskodott 1953. február 19-én, és Wollheim megnyerte a pert.
John Castle álnéven Ronald Charles Payne és John William Garrod életrajzi regényt jelentetett meg Cowardról 1954-ben. Részben ennek alapján az amerikai Andrew L. Stone filmet rendezett 1962-ben A jelszó: bátorság címmel Dirk Bogarde-dal Coward szerepében. Coward tanácsadóként részt vett a forgatáson és rövid megjelenése is volt a filmben.
Coward újra találkozott Wollheimmel 1960-ban a BBC This Is Your Life (Ez az ön élete) című televíziós műsorsorozatának neki szentelt epizódjában.
1962-ben Coward Izraelbe utazott, és 1965-ben a Yad Vashem a Világ Igaza címmel tüntette ki.

## Posztumusz elismerései

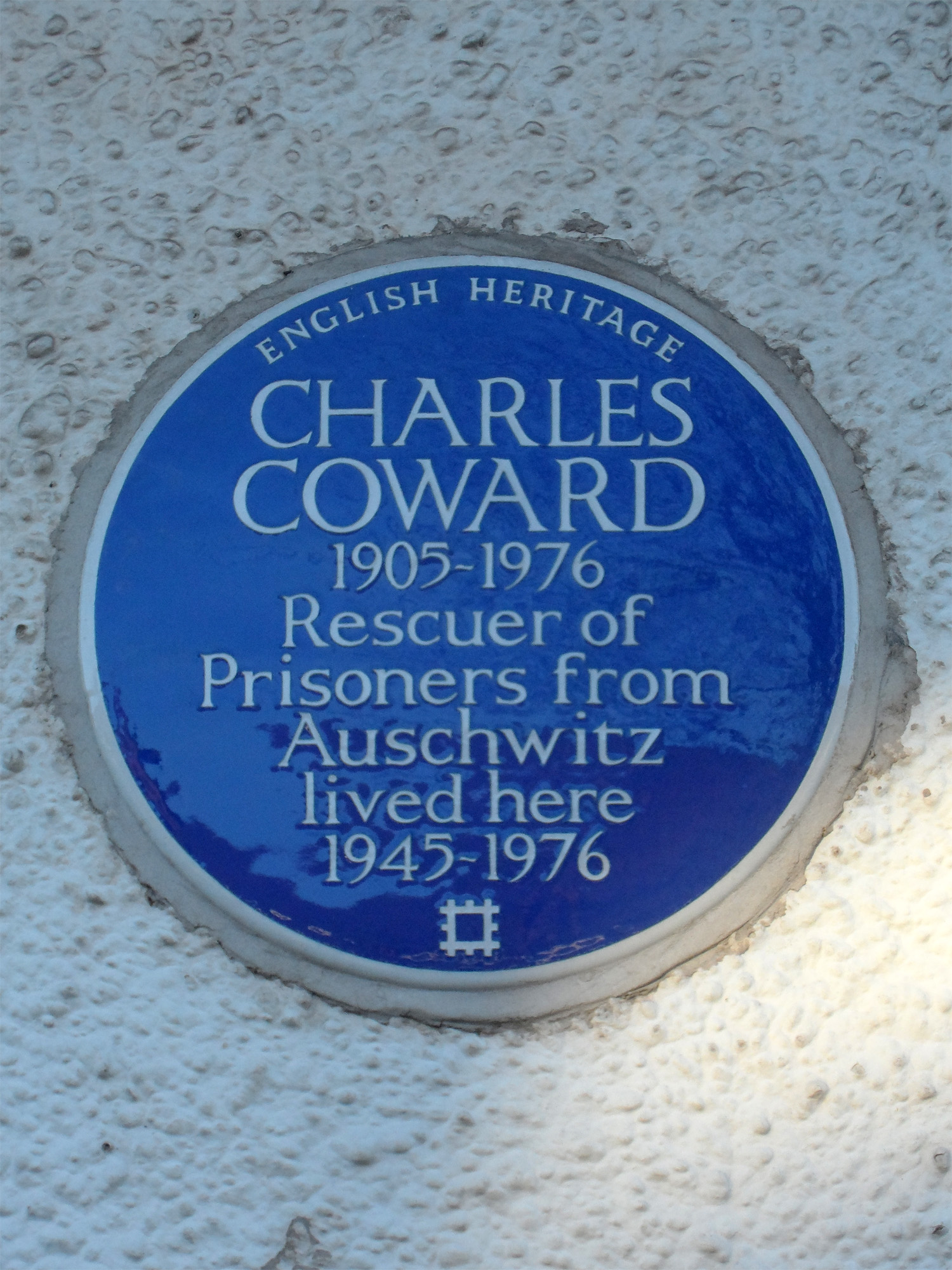
Emléktábla Charles Coward 1945 és 1976 közötti lakásán

2003-ban emléktáblát helyeztek el azon az épületen, amelyben Coward 1945 és 1976 között élt, 2010-ben pedig a brit kormány A Holokauszt brit hőse érdeméremmel tüntette ki.

## Nem igazolt elemek Charles Coward életrajzában
Coward életrajza főleg a John Castle álnéven 1954-ben megjelent könyv révén ismert. Ezt Joseph Robert White amerikai történész forrásként nem megbízható kalandregénynek tekinti. Nem világos, mi benne valóság és mi fikció, vagy hogy mely tettek voltak Cowardéi és melyek más hadifoglyokéi. Mindenesetre Coward nem cáfolt meg semmit a könyvben leírtakból. Egyes volt brit hadifoglyok is kételkedtek a Cowardnak tulajdonított tettek mértékében és sikerében. White szerint a legmegbízhatóbbnak megítélhető Cowardtól származó forrás az IG Farben per részére eskü alatt írt vallomása és az ugyancsak eskü alatt a bíróságon adott válaszai.
Általában elfogadott, hogy Coward többször szökött meg, de nem igazolt hány szökése volt valójában abból a nyolcból, amelyeket leír a könyv, és ezek részleteit sem igazolja más forrás. Utoljára állítólag Hannoverben szökött meg és azután amerikai katonákra bukkant.
Az altisztek kérhették, hogy munkacsapatokat vezessenek a főtábortól viszonylag rövid távolságra levő munkatáborokban. Coward állítólag négyszer tette ezt. Először egy kis fatelepen volt, majd egy cukorgyárban. A könyv szabotázsakciókat ír le ezekben: a legyártott deszkák felgyújtását, illetve cukormennyiségek elégetését. Mindkettő után állítólag megszökött, másodszor 15 katonával együtt, miután megölték a telepet vezető német altisztet úgy, hogy balesetnek tűnjön.
Auschwitzban is kezdeményezett volna Coward szabotázsokat. Azt írja le a könyv, hogy néhány hétig dolgoztak britek vagonok karbantartásán és csavarokat gyengítettek meg, homokot szórtak, ahova kenőzsírt kellett volna tenniük és kenőzsírt, ahova nem kellett volna, vagonokat rongáltak meg, célállomást és szállított árut jelölő cédulákat cseréltek vagonok között, árukat rongáltak. Egy másik akcióban állítólag földalatti villanykábelek lerakásakor a britek elvágták ezeket. A szabotázsakciókat sem tanúsítják egyéb források.
Coward elbeszélte a háború után, hogyan segített ő és egyik bajtársa zsidó foglyoknak megszökni. Megvesztegettek csomagban kapott dolgokkal egy SS-t, hogy az építkezésen meghalt foglyok holttestét juttassa a építkezés és az Auschwitz III közötti út mentén levő árokba. Saját őreik közül is megvesztegettek egyeseket, hogy civil ruhákat hozzanak nekik. A munkaidő után Coward és az egyik bajtársa elrejtőztek oda, ahol a holttestek voltak. Amikor arra haladtak el a deportáltak, olyanok, akiknek megüzenték előre, mit tegyenek, az árokba vetették magukat, és megkapták a ruhákat és valamennyi élelmet. Amikor a németek megtalálták a holttesteket, a létszám teljesnek bizonyult. Ezt a tettet Coward két volt bajtársa igazolta, az egyik közvetlen, a másik közvetett tanúként. Azonban Coward nagyon eltúlozta az így megszököttek számát. Mondottait nem igazolta egyetlen volt fogoly sem, aki így szökött volna meg. Legfeljebb csak néhány ilyen szökevényről lehetett szó, akiket esetleg elfogtak és megöltek.
Coward kijárhatott a táborból egy katona őrizetében. Ezt állítólag megvesztegette és így négyszemközt kommunikálhatott az egyik lengyel földalatti mozgalom tagjaival, akiktől több pisztolyt, töltényt és dinamitot vitt néhányszor a mozgalom egyik Auschwitz III-beli tagjának, aki az építkezésen dolgozott. A könyv leírja, ahogyan a dinamittal az a fogoly felrobbantotta a krematóriumokat az Auschwitz II-Birkenau táborban. A krematóriumoknál dolgoztatott Sonderkommando tagjai valóban fellázadtak 1944. október 7-én és leromboltak egy krematóriumot. Volt néhány fegyverük és robbanószerük, de ezeket más úton szerezték be.